# Pungitius laevis
Épinochette lisse, Épinochette à queue lisse
Espèce
Statut de conservation UICN

 LC : Préoccupation mineure
Pungitius laevis, l’Épinochette lisse ou l’Épinochette à queue lisse, est une espèce de poissons actinoptérygiens de la famille des Gasterosteidae.

## Répartition

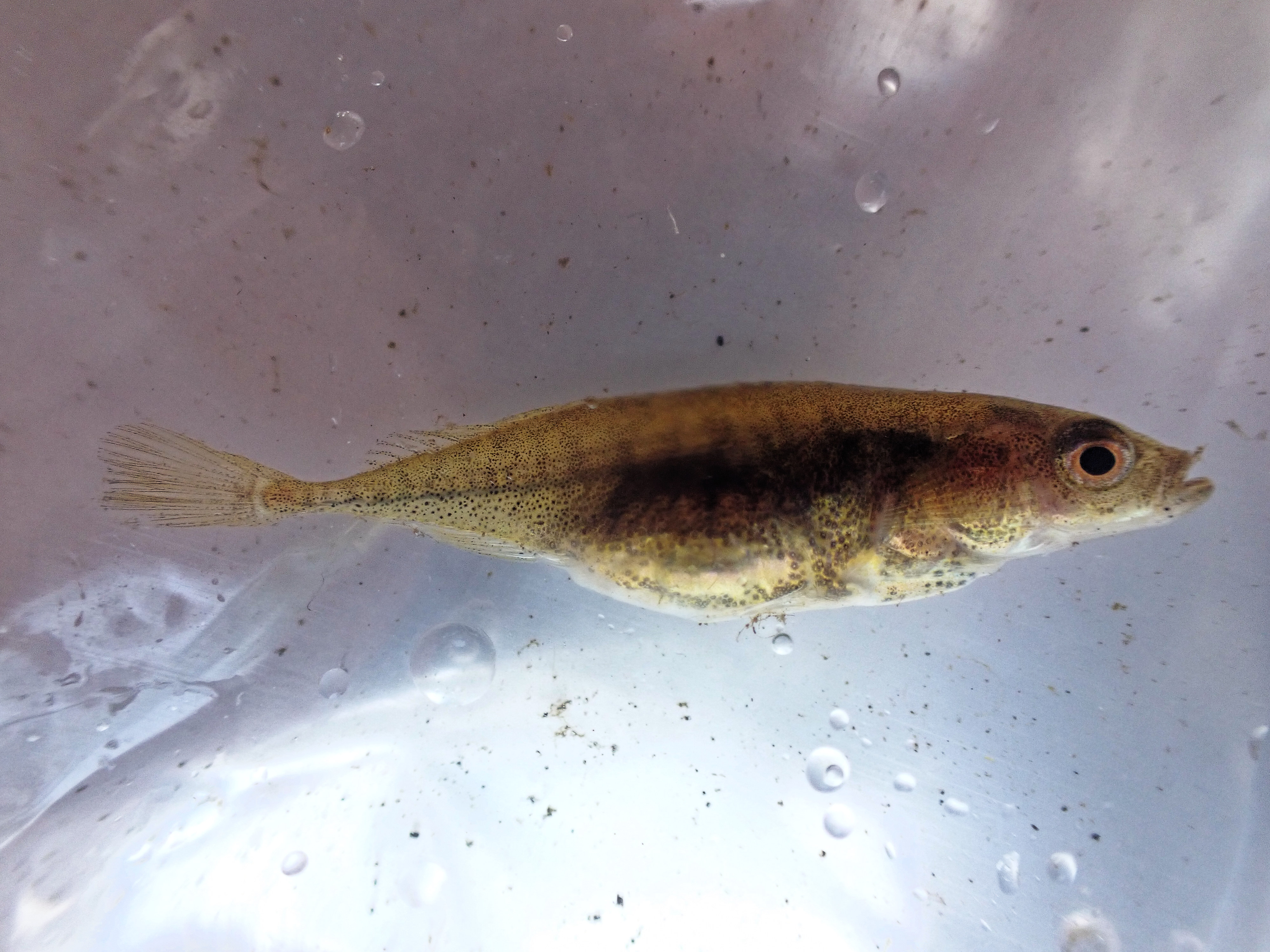
Un spécimen pêché dans la Provence, à Ver-sur-Mer, dans le Calvados.

Ce poisson euryhalin se rencontre dans les zones côtières de l'Europe de l'Ouest. Il est présent dans l'Ouest de l'Allemagne, la Belgique, la moitié nord de la France (jusqu'au bassin de la Garonne), l'Irlande, le Luxembourg, les Pays-Bas, la moitié sud du Royaume-Uni (dont les dépendances de la Couronne) et le Nord-Ouest de la Suisse,.

## Description
Pungitius laevis peut mesurer 8 cm, queue non comprise (longueur standard SL).

## L'Épinochette lisse et l'Homme
L'Épinochette lisse est considérée comme une « espèce de préoccupation mineure » (LC) par la liste rouge de l'UICN.
Elle est également considérée comme une « espèce de préoccupation mineure » par la liste rouge du Comité français de l'UICN.

## Taxonomie

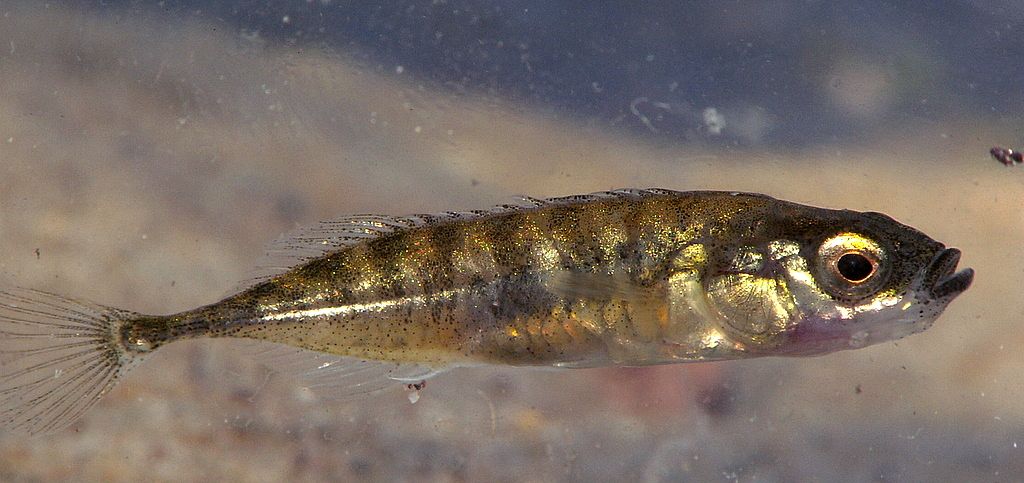
Pungitius pungitius, une espèce proche de Pungitius laevis.

L'espèce a été décrite en 1829 par le naturaliste français Georges Cuvier. Avant d'être classée dans le genre Pungitius, elle a été initialement placée dans le genre Gasterosteus, sous le protonyme Gasterosteus laevis Cuvier, 1829.
Après avoir été synonymisée avec l'Épinochette piquante (Pungitius pungitius), qui a une aire de répartition holarctique, elle est revalidée par diverses études dans les années 2000.
Les noms vernaculaires attestés en français sont « Épinochette lisse », « Épinochette à queue lisse » et « Épinochette »,,.

### Étymologie
L'épithète spécifique laevis (« lisse » en latin) fait référence à l'absence d'écaille (en) sur le pédoncule caudal de cette espèce.

### Publication originale
- Georges Cuvier, Le règne animal, distribué d'après son organisation, pour servir de base à l'histoire naturelle des animaux et d'introduction à l'anatomie comparée, t. II, Paris, Deterville, 1829, 584 p. (lire en ligne) (protologue).